# Гио Пика
Гио Пи́ка (настоящее имя — Гео́ргий Влади́мирович Джио́ев; род. 8 марта 1978, Тбилиси) — российский рэпер, сочиняющий песни на криминальную тематику.

## Биография

### Ранние годы
Родился 8 мая 1978 года в Тбилиси, Грузинская ССР. По национальности осетин. Вырос в семье музыкантов и с раннего возраста он посещал музыкальную школу, где изучал вокал, а также занимался спортивной борьбой.
С началом грузино-южноосетинского конфликта его семья была вынуждена покинуть Грузию и переехать в Северную Осетию, а затем в Москву.
С подросткового возраста был наркозависимым и в 14 лет стал жертвой передозировки наркотиков. Тётя, оставшаяся на ночь в их доме, обнаружила его в тяжелом состоянии на утро. Этот инцидент вызвал в семье глубокие переживания и недоверие к Георгию, что приводило к частым конфликтам.
После окончания школы поступил в медицинский институт и в течение более десяти лет Георгий работал в различных медицинских профессиях, включая медбрата, фельдшера и анестезиолога.
В возрасте двадцати лет принял решение окончательно отказаться от наркотиков, осознав, что его жизнь стремительно ухудшается.
В 2006 году Гио переехал в Республику Коми, чтобы помочь старшему брату в бизнесе. Параллельно работая в шашлычной, он занимался музыкой и в итоге решил стать музыкантом.

### Карьера
Начал музыкальную карьеру с дебютного трека «Сыктывкар-кварталы», выпущенного в 2008 году. В 2016 году представил «Сборник Север», состоящий из четырёх частей, который стал значимым этапом в его творчестве: один из треков сборника стала песня «Фонтанчик с дельфином», принёсшая рэперу большую популярность.
С 2017 по 2020 год выпустил восемь альбомов: «Синие камни», «Хроники», «Великан», «Провинция Эльзас», «Синий камень», «Мацони», «Пикабидзе» и Memento Mori совместно с рэпером TRUEтень
В 2021 году дебютировал в кино, снявшись в сериале «Ваша честь». За свою роль был номинирован на первую национальную Премию Гильдии кастинг-директоров России в категории «Открытие года».
В 2023 году выпустил альбом «17 мгновений осени» совместно с Кравцем, который стал одним из пятнадцати лучших альбомов за 2023 год по версии интернет-издания «Звук. Медиа».
В том же году победил в номинации от «VK Музыка» в категории «Фит года» за совместную песню с Кравцем «Там, где прошла ты», а также получил приз от «VK Музыка» за сто миллионов прослушивании. В 2024 году был номинирован на премию Муз-ТВ в трёх категориях: «Лучшая коллаборация», «Лучшая песня» и «Прорыв года», а также номинирован на российскую национальную музыкальную премию «Виктория» в категории «Хип-хоп исполнитель года» за 2023 год.
29 ноября 2024 года совместно с рэпером Словетский выпустил альбом «Фисташка».

## Личная жизнь
У Георгия есть дочь по имени Амина. Его знакомство с матерью ребёнка, которая впоследствии стала его женой, произошло в середине 2000-х годов, когда он переехал в Сыктывкар. Спустя несколько лет пара рассталась.
Летом 2023 года в интервью на YouTube-канале «Вписка» представил свою невесту Асю.

## Стиль
Музыкальные критики характеризуют творчество артиста как «урбан-рэп», в котором присутствуют элементы джангла и дарк-джаза. В то же время его поклонники описывают его стиль как «дворовой шансон», что отражает народные корни и уличную эстетику его музыки.
Сам он обозначает свой стиль, как «русская тюремная словесность».
Псевдоним «Пика» — это сокращение от прозвища «Пиковый валет», который Георгий получил в детстве из-за любви к карточным играм:
Самая близкая криминальная идеология, к которой я принадлежал, это были карты. Я не скажу, что был шулером, просто меня в детстве эта тема очень увлекала, я постоянно ходил с картами, и был прикол про Пикового валета. А потом, когда наш жанр вышел в шансонную идеологию, из-за того, что я нерусский, [стали называть] Гио Пика.

## Дискография
| Год  | Название                                        |
| ---- | ----------------------------------------------- |
| 2016 | «Сборник север. Часть 1»                        |
| 2016 | «Этнос»                                         |
| 2016 | «Сборник север. Часть 2»                        |
| 2016 | «Сборник север. Часть 3»                        |
| 2016 | «Сборник север. Часть 4»                        |
| 2017 | «Синие камни»                                   |
| 2017 | «Хроники»                                       |
| 2018 | «Великан»                                       |
| 2019 | «Провинция Эльзас»                              |
| 2019 | «Синий камень»                                  |
| 2020 | «Мацони»                                        |
| 2020 | «Пикабидзе»                                     |
| 2020 | Memento Mori (Совместно с TRUEтень)             |
| 2022 | «1000 лет весны» (Совместно с Кравцем)          |
| 2023 | «17 мгновений осени» (Совместно с Кравцем)      |
| 2023 | «60 секунд зимы» (Совместно с Кравцем)          |
| 2024 | «Вечерний Кутаиси»                              |
| 2024 | «Фисташка» (Совместно с Словетский)             |
| 2024 | «Праздник» (Совместно с SLIMUS)                 |
| 2025 | «Прощение наше»                                 |
| 2025 | «Одна минута лета» (ч. 1) (Совместно с Кравцем) |
| 2025 | «Свейки Рига»                                   |
| 2025 | «Одна минута лета» (ч. 2) (Совместно с Кравцем) |
| 2025 | «Северный ветер»                                |

## Фильмография
| Год       |   | Название   | Роль           |
| --------- | - | ---------- | -------------- |
| 2021—2022 | с | Ваша честь | Харман Кемалов |

## Рейтинги, награды и номинации
| Год  | Премия                                                | Номинация                | Результат |
| ---- | ----------------------------------------------------- | ------------------------ | --------- |
| 2023 | Российская национальная музыкальная премия «Виктория» | Хип-хоп исполнитель года | Номинация |
| 2023 | Премия гильдии кастинг-директоров России              | Открытие года            | Номинация |
| 2023 | VK Музыка                                             | Фит года                 | Победа    |
| 2024 | Премия Муз-ТВ                                         | Лучшая коллаборация      | Номинация |
| 2024 | Премия Муз-ТВ                                         | Лучшая песня             | Номинация |
| 2024 | Премия Муз-ТВ                                         | Прорыв года              | Номинация |